# Паудер-Рівер (Вайомінг)
Паудер-Рівер (англ. Powder River) — переписна місцевість (CDP) в США, в окрузі Натрона штату Вайомінг. Населення — 30 осіб (2020).

## Географія
Паудер-Рівер розташований за координатами 43°3′8″ пн. ш. 106°59′26″ зх. д. / 43.05222° пн. ш. 106.99056° зх. д. (43.052119, -106.990566).  За даними Бюро перепису населення США в 2010 році переписна місцевість мала площу 15,46 км², з яких 15,33 км² — суходіл та 0,13 км² — водойми.

## Демографія
Згідно з переписом 2010 року, у переписній місцевості мешкали 44 особи в 24 домогосподарствах у складі 11 родини. Густота населення становила 3 особи/км².  Було 28 помешкань (2/км²).
Расовий склад населення:
| - 100,0 % — білих |

До двох чи більше рас належало 0,0 %. Частка іспаномовних становила 0,0 % від усіх жителів.
За віковим діапазоном населення розподілялося таким чином: 20,5 % — особи молодші 18 років, 61,3 % — особи у віці 18—64 років, 18,2 % — особи у віці 65 років та старші. Медіана віку мешканця становила 53,5 року. На 100 осіб жіночої статі у переписній місцевості припадало 109,5 чоловіків;  на 100 жінок у віці від 18 років та старших — 118,8 чоловіків також старших 18 років.
Цивільне працевлаштоване населення становило 0 осіб. 